# Lyperocharis agilis
Lyperocharis agilis is een keversoort uit de familie zwamspartelkevers (Melandryidae). De wetenschappelijke naam van de soort werd in 1914 gepubliceerd door Thomas Broun.